# عثمان آتیلگان
عثمان آتیلگان (انگلیسی: Osman Atılgan؛ زادهٔ ۱ اوت ۱۹۹۹) بازیکن فوتبال اهل آلمان است.
از باشگاه‌هایی که در آن بازی کرده‌است می‌توان به باشگاه فوتبال دینامو درسدن اشاره کرد.